# کیکو تاکاهاشی
کیکو تاکاهاشی (انگلیسی: Keiko Takahashi؛ زادهٔ ۲۲ ژانویهٔ ۱۹۵۵) یک هنرپیشه اهل ژاپن است. وی از سال ۱۹۷۰ میلادی تاکنون مشغول فعالیت بوده‌است.